# Kudarikilu
Kudarikilu ist eine Insel im Südosten des Fasdhūtherē-Atolls im Inselstaat Malediven in der Lakkadivensee (Indischer Ozean).

## Geographie
2014 hatte die dicht besiedelte Insel mit einer Fläche von etwa 18 Hektar 410 Einwohner.

## Verwaltung
Kudarikilu ist die Hauptinsel des Fasdhūtherē-Atolls, welches mit dem südlich direkt angrenzenden Süd-Maalhosmadulu-Atoll und dem 50 km südlich liegenden Goidhoo-Atoll das maledivische Verwaltungsatoll Maalhosmadulu Dhekunuburi mit der Thaana-Kurzbezeichnung ބ (Baa) bildet.